# روكي مورتون
روكي مورتون (بالإنجليزية: Rocky Morton)‏ هو كاتب سيناريو ومخرج بريطاني، ولد في 1955 في المملكة المتحدة.

## وصلات خارجية
- روكي مورتون على موقع IMDb (الإنجليزية)
- روكي مورتون على موقع ألو سيني (الفرنسية)
- روكي مورتون على موقع أول موفي (الإنجليزية)
- روكي مورتون على موقع قاعدة بيانات الأفلام السويدية (السويدية)
- روكي مورتون على موقع قاعدة بيانات الفيلم (الإنجليزية)
- روكي مورتون على موقع كينوبويسك (الروسية)